# Dréhance
Dréhance is een plaats en deelgemeente van de Belgische gemeente Dinant. Dréhance ligt in de provincie Namen en was tot 1 januari 1965 een zelfstandige gemeente.

## Demografische ontwikkeling
- Bronnen:NIS, Opm:1831 tot en met 1961=volkstellingen

## Bezienswaardigheden

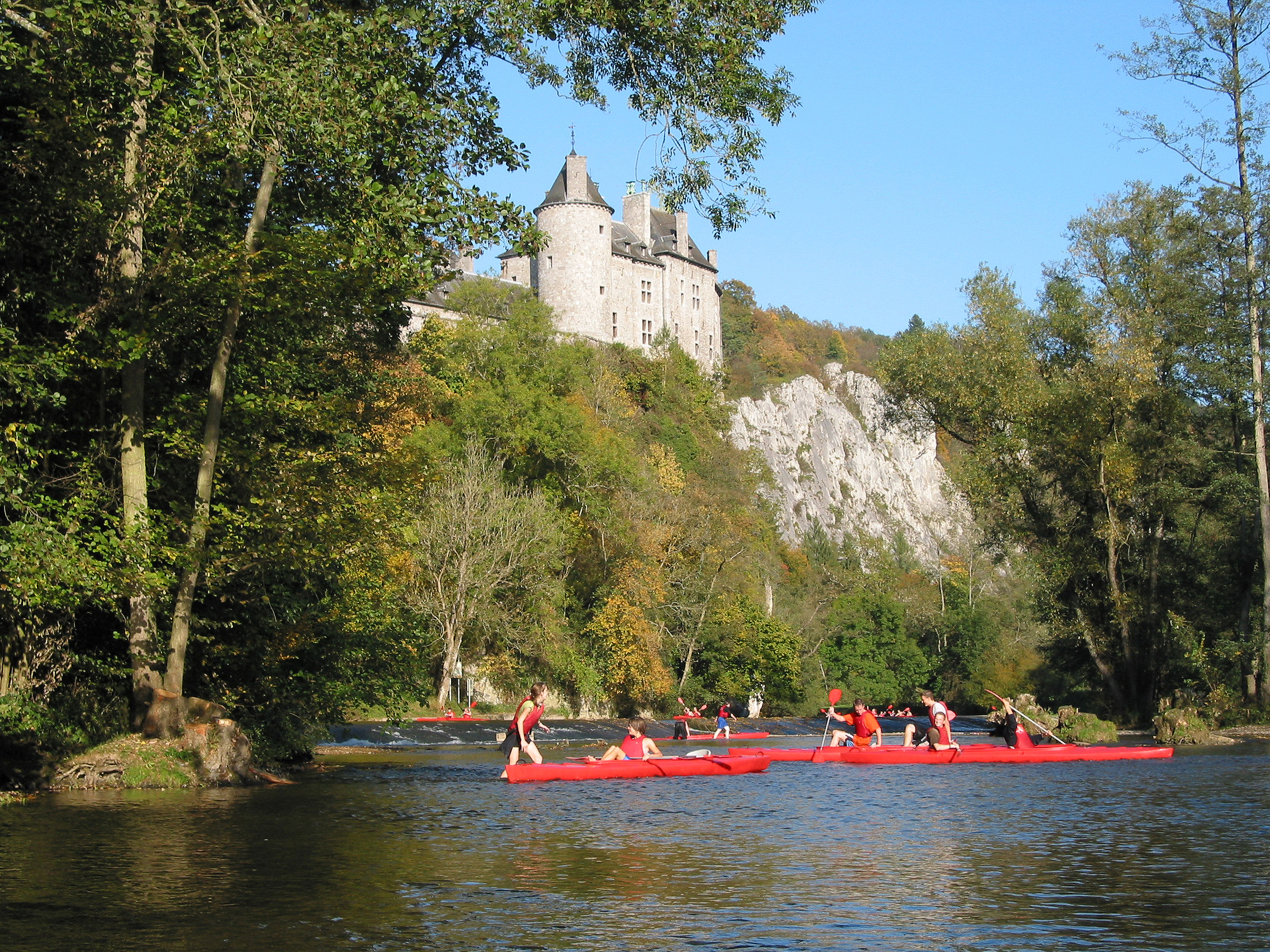
Het kasteel van Walzin

- Het kasteel van Walzin